# Phomopsis hydrangeae
Phomopsis hydrangeae är en svampart som beskrevs av M.T. Lucas & Sousa da Câmara 1952. Phomopsis hydrangeae ingår i släktet Phomopsis och familjen Diaporthaceae.   Inga underarter finns listade i Catalogue of Life.